# Pholidota imbricata
Pholidota imbricata é uma espécie de orquídea (Orchidaceae) do Sudeste Asiático.